# Carlos María Jiménez Ortiz
Carlos María Jiménez Ortiz fue un abogado, agricultor y político costarricense. Fue secretario de Estado, Gobernación y Policía y segundo designado a la presidencia durante el primer gobierno de Ricardo Jiménez Oreamuno. Mismo cargo ministerial tuvo durante el gobierno provisional de Francisco Aguilar Barquero donde también fue segundo designado. Fue candidato presidencial en dos ocasiones; en las elecciones de 1928 y en las de 1932, sin éxito.